# Táborská pahorkatina
Táborská pahorkatina – mezoregion w obrębie Masywu Czeskiego, leżący w zachodniej części Wyżyny Czeskomorawskiej, w południowej części Wyżyny Środkowoczeskiej.
Położona jest w południowej części Czech, na południe od Pragi. Jej powierzchnia wynosi 1.599 km². Jest to kraina górzysta i pagórkowata.
Leży w dorzeczu Łaby - jej dopływów Otavy, Wełtawy i Lužnice.
Graniczy na zachodzie z Blatenską pahorkatiną, na północnym zachodzie z Benešovską pahorkatiną, na północy z Vlašimską pahorkatinaą,  na wschodzie z Křemešnická vrchovina, na południowym wschodzie z Kotliną Trzebońską i na południowym zachodzie z Kotliną Budziejowicką.

## Podział
Táborská pahorkatina:
- Písecká pahorkatina – najwyższe wzniesienie - Velký Mehelník - 633 m n.p.m.

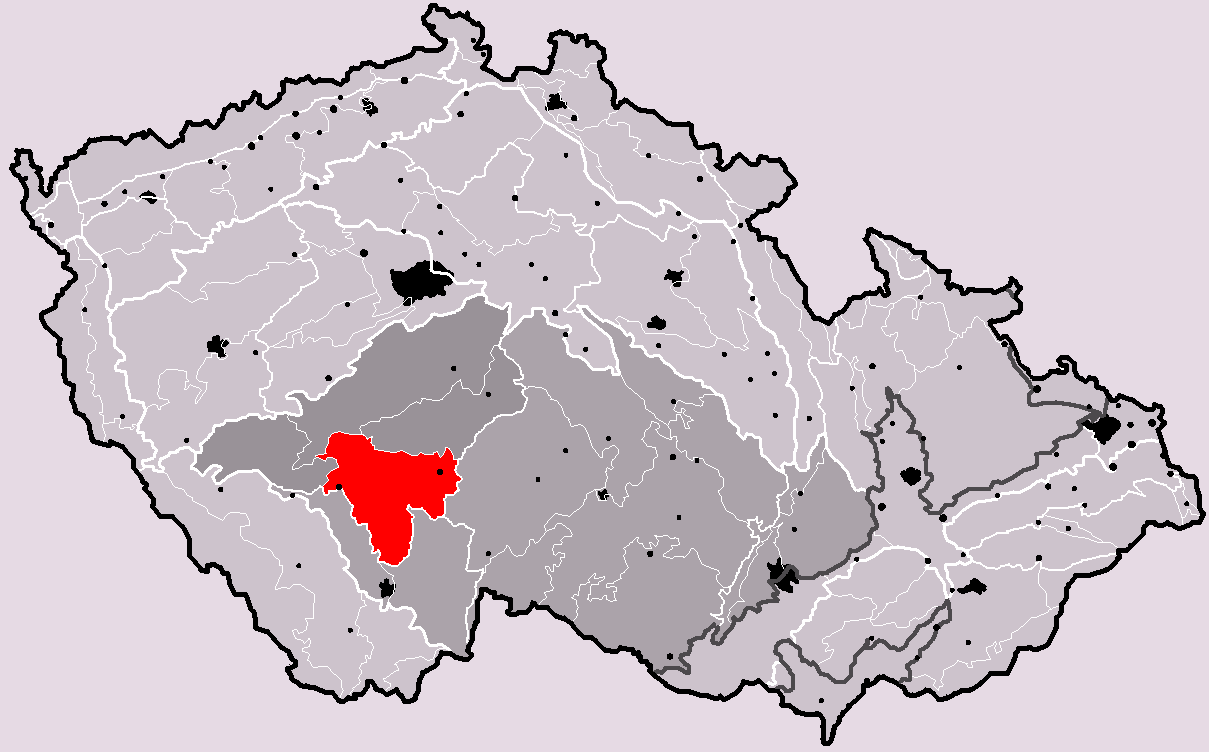
Położenie Táborskiej pahorkatiny

- Soběslavská pahorkatina